# Raeburn Van Buren
Raeburn Van Buren (1891-1987) est un dessinateur américain.
Illustrateur prolifique qui a travaillé pour de nombreux magazines et journaux à partir de 1909, il fut l'un des Américains les plus réputés dans ce domaine dans l'entre-deux-guerres. Il est aujourd'hui surtout connu pour avoir été le dessinateur du comic strip Abbie an' Slats écrit par Al Capp puis Elliot Caplin (après 1945) et diffusé de 1937 à 1971 dans la presse américaine. Après 1971, Van Buren se consacre à la peinture.